# Río de la Plata (ROU 15)
El Río de la Plata (ROU 15) es un patrullero de la clase Protector de la Armada Nacional (Uruguay). Anteriormente sirvió en la Guardia Costera de Estados Unidos como USCGC Cochito (WPB-87329) de principios de los años dos mil hasta la década del 2010.

## Construcción e historia de servicio

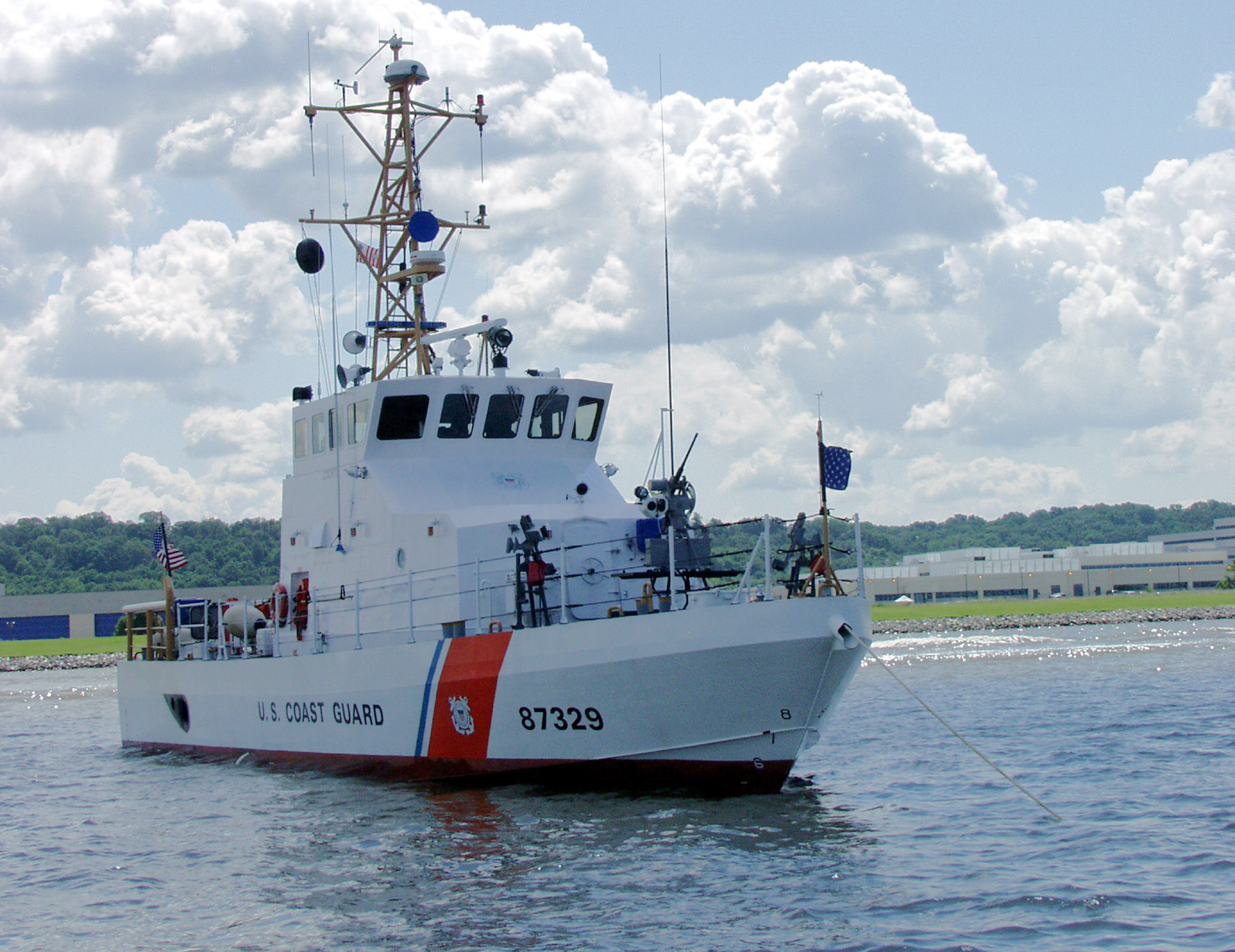
El USCGC Cochito (WPB-87329) cuandos servía en la Guardia Costera de Estados Unidos.

Fue construida a principios de los años dos mil por Bollinger Shipyards para la US Coast Guard. La nave fue bautizada USCGC Cochito (WPB-87329). Retirado de la guardia costera, fue transferido en 2021 en concepto de donación a la marina de guerra de Uruguay, junto al USCGC Albacore y USCGC Gannet. Las tres naves recibieron el bandera uruguaya en una ceremonia en la USCG Station Curtis Bay de Baltimore, Maryland.